# 912

## Nașteri
- 23 noiembrie: Otto I (Cel Mare), duce al saxonilor, rege al germanilor și primul împărat al Sfântului Imperiu Roman de națiune germană, (d. 973)

## Decese
- 11 mai: Leon VI (Filozoful), împărat bizantin din 886 (n. 866)